# جلف سات
جلف سات هي شركة اتصالات فضائية في الكويت تم تأسيسها عام 1995 بالاشتراك مع وزارة الاتصالات الكويتية وشركة أنظمة هيوز، وهي عضو في شركة مشاريع الكويت.

## باقة سنط سات
هي باقة تضم القنوات السودانية تم إطلاقها بواسطة جلف سات في عام 2017م بتردد 12688 عمودي.